# Chicago Film Critics Association Awards 2001
La cerimonia di premiazione della 14ª edizione dei Chicago Film Critics Association Awards si è tenuta nel Goodman Theatre di Chicago, Illinois, il 25 febbraio 2002, per premiare i migliori film prodotti nell'anno 2001. Per condurre la serata sono stati scelti gli attori televisivi statunitensi Martin Mull e Fred Willard.
Questa cerimonia fu l'unica a non essere aperta al pubblico. A causa, infatti, di gravi problemi finanziari avvenuti nel tardo 2001, si decise di restringere i partecipanti dell'edizione alla sola giuria e ai presentatori. Vennero introdotte due nuove categorie, destinate a permanere fino ad oggi: il miglior regista rivelazione e il miglior performance rivelazione.

## Vincitori e candidati
I vincitori sono indicati in grassetto.

### Miglior film
- Mulholland Drive (Mulholland Dr.), regia di David Lynch
- A Beautiful Mind (A Beautiful Mind), regia di Ron Howard
- In the Bedroom (In the Bedroom), regia di Todd Field
- Il Signore degli Anelli - La Compagnia dell'Anello (The Lord of the Rings: The Fellowship of the Ring), regia di Peter Jackson
- Waking Life (Waking Life), regia di Richard Linklater

### Miglior attore
- Gene Hackman - I Tenenbaum (The Royal Tenenbaums)
- Russell Crowe - A Beautiful Mind (A Beautiful Mind)
- John Cameron Mitchell - Hedwig - La diva con qualcosa in più (Hedwig and the Angry Inch)
- Tom Wilkinson - In the Bedroom (In the Bedroom)
- Guy Pearce - Memento (Memento)
- Denzel Washington - Training Day (Training Day)

### Migliore attrice
- Naomi Watts - Mulholland Drive (Mulholland Dr.)
- Tilda Swinton - I segreti del lago (The Deep End)
- Thora Birch - Ghost World (Ghost World)
- Sissy Spacek - In the Bedroom (In the Bedroom)
- Halle Berry - Monster's Ball - L'ombra della vita (Monster's Ball)

### Miglior attore non protagonista
- Steve Buscemi - Ghost World (Ghost World)
- Jon Voight - Alì (Ali)
- Jude Law - A.I. - Intelligenza artificiale (Artificial Intelligence: A.I.)
- Tony Shalhoub - L'uomo che non c'era (The Man Who Wasn't There)
- Ben Kingsley - Sexy Beast - L'ultimo colpo della bestia (Sexy Beast)

### Migliore attrice non protagonista
- Cameron Diaz - Vanilla Sky (Vanilla Sky)
- Jennifer Connelly - A Beautiful Mind (A Beautiful Mind)
- Helen Mirren - Gosford Park (Gosford Park)
- Maggie Smith - Gosford Park (Gosford Park)
- Marisa Tomei - In the Bedroom (In the Bedroom)

### Miglior regista
- David Lynch - Mulholland Drive (Mulholland Dr.)
- Ron Howard -  A Beautiful Mind (A Beautiful Mind)
- Robert Altman - Gosford Park (Gosford Park)
- Peter Jackson - Il Signore degli Anelli - La Compagnia dell'Anello (The Lord of the Rings: The Fellowship of the Ring)
- Baz Luhrmann - Moulin Rouge! (Moulin Rouge!)

### Migliore sceneggiatura
- Christopher Nolan - Memento (Memento)
- Akiva Goldsman - A Beautiful Mind (A Beautiful Mind)
- Daniel Clowes e Terry Zwigoff - Ghost World (Ghost World)
- Julian Fellowes - Gosford Park (Gosford Park)
- Wes Anderson e Owen Wilson - I Tenenbaum (The Royal Tenenbaums)

### Miglior fotografia
- Andrew Lesnie - Il Signore degli Anelli - La Compagnia dell'Anello (The Lord of the Rings: The Fellowship of the Ring)
- Janusz Kaminski - A.I. - Intelligenza artificiale (Artificial Intelligence: A.I.)
- Christopher Doyle e Pin Bing Lee - In the Mood for Love (Fa yeung nin wa)
- Roger Deakins - L'uomo che non c'era (The Man Who Wasn't There)
- Donald McAlpine - Moulin Rouge! (Moulin Rouge!)
- Peter Deming - Mulholland Drive (Mulholland Dr.)

### Miglior colonna sonora originale
- Howard Shore - Il Signore degli Anelli - La Compagnia dell'Anello (The Lord of the Rings: The Fellowship of the Ring)
- John Williams - A.I. - Intelligenza artificiale (Artificial Intelligence: A.I.)
- James Horner - A Beautiful Mind (A Beautiful Mind)
- Michael Galasso e Shigeru Umebayashi - In the Mood for Love (Fa yeung nin wa)
- Angelo Badalamenti, David Lynch e John Neff - Mulholland Drive (Mulholland Dr.)

### Miglior film documentario
- The Endurance: Shackleton's Legendary Antarctic Expedition (The Endurance: Shackleton's Legendary Antarctic Expedition), regia di George Butler
- Les glaneurs et la glaneuse (Les glaneurs et la glaneuse), regia di Agnès Varda
- Go Tigers! (Go Tigers!), regia di Kenneth A. Carlson
- Porn Star: The Legend of Ron Jeremy (Porn Star: The Legend of Ron Jeremy), regia di Scott J. Gill
- Startup.com (Startup.com), regia di Chris Hegedus e Jehane Noujaim

### Miglior film in lingua straniera
- Il favoloso mondo di Amélie (Le fabuleux destin d'Amélie Poulain), regia di Jean-Pierre Jeunet
- Amores perros (Amores perros), regia di Alejandro González Iñárritu
- In the Mood for Love (Fa yeung nin wa), regia di Kar Wai Wong
- No Man's Land (Ničija zemlja), regia di Danis Tanović
- L'infedele (Trolösa), regia di Liv Ullmann
- Le armonie di Werckmeister (Werckmeister harmóniák), regia di Béla Tarr
- La strada verso casa (Wo de fu qin mu qin), regia di Zhāng Yìmóu

### Miglior performance rivelazione
- Audrey Tautou
- Eric Bana
- Paul Bettany
- Hayden Christensen
- Dakota Fanning
- John Cameron Mitchell

### Miglior regista rivelazione
- Todd Field
- Jonathan Glazer
- Alejandro González Iñárritu
- Richard Kelly
- Christopher Nolan